# Kaori Ishihara
Kaori Ishihara (石原 夏織 Ishihara Kaori?,  Prefectura de Chiba, Japón, 6 de agosto de 1993) es una cantante pop, actriz de doblaje, idol y actriz japonesa de la agencia Style Cube.

## Carrera
Estuvo afiliada con Sigma Seven de 2013 a 2017. Fue miembro de StylipS hasta abril de 2013, y formó el dúo YuiKaori con Yui Ogura. Como cantante solista, ha grabado varios temas en la voz de uno de sus personajes de anime. Un par de estos singles han marcado en el Oricon charts. Debutó como cantante de la compañía Pony Canyon, con la canción Blooming Flower.

## Filmografía

### Anime
2010
- Yumeiro Patissiere como Clara Hunt; Estragon
- Kaichō wa Maid-sama! como Suzuna Ayuzawa
- Kiss×sis como Woman

2011
- Hidan no Aria como Reki[5]
- Doble J como Yutaka Toba
- Mayo Chiki! como Miruku

2012
- Ano Natsu de Matteru como Kanna Tanigawa[6]
- AKB0048 como Himeko
- Kokoro Connect como Yukina Kurihara
- High School DxD como Murayama
- So, I Can't Play H! como Mina Okura
- Kono Naka ni Hitori, Imōto ga Iru! como Konoe Tsuruma
- Lagrange: The Flower of Rin-ne comoMadoka Kyono
- Lagrange: The Flower of Rin-ne 2 como Madoka Kyono[7]
- Saki Achiga-hen Episode of Side-A como Ryūka Shimizudani
- Magi: The Labyrinth of Magic como Aladdin[8]
- Campione! como Metis
- Muv-Luv Alternative: Total Eclipse como Cui Yifei

2013
- AKB0048 next stage como Himeko
- Aikatsu! (Temporada 2) como Seira Otoshiro[9]
- Hyperdimension Neptunia: The Animation como Ram[10]
- Teekyu como Kondo[11]
- Hentai Ōji to Warawanai Neko. como Azuki Azusa[12]
- Yuyushiki como Kōhai Un
- Teekyu 2 como Udonko Kondō
- Teekyu 3 como Udonko Kondō
- Nagi no Asukara como Sayu Hisanuma
- Magi: The Kingdom of Magic como Aladdin
- Strike the Blood como Avrora Florestina

2014
- Aikatsu! como Seira Otoshiro
- Z/X Ignition como Misaki Yuzuriha
- Cross Ange como Rosalie
- Girl Friend Beta como Yuzuko se entrelazan hazuki

2015
- Baby Steps Season 2 como Aki Shimizu
- Gatchaman Crowds insight como Tsubasa Misudachi
- Jōkamachi nio Dandelion como Kanade Sakurada
- Teekyu 5 como Udonko Kondō
- Teekyu 6 como Udonko Kondō
- Owari no Seraph: Nagoya Kessen-hen como Rika Inoue
- Ultra Super Anime Time como Supica

2016
- Teekyu 7 como Udonko Kondō
- Kamisama Minarai: Himitsu no Cocotama como Nozomi Sakurai
- Cardfight!! Vanguard G: Stride Gate como Lisa de la Fortuna

2017
- Kobayashi-san Chi no Maid Dragon como Shouta Magatsuchi
- Schoolgirl Strikers como Tsubame Miyama
- Akiba's Trip: The Animation como Jefe
- Teekyu 8 y 9 como Udonko Kondō

2018
- Irozuku Sekai no Ashita kara como Hitomi Tsukishiro
- Sword Art Online: Alicization como Tiese Schtrinen

2019
- Katana Maidens ~ Toji No Miko|Mini Toji como Chie Setouchi
- Demon Lord, Retry! como Luna Elegant

2020
- Magia Record como Rena Minami
- Oshi ga Budōkan Ittekuretara Shinu como Yumeri Mizumori
- Maō Gakuin no Futekigōsha como Elen Mihais
- Kimi to Boku no Saigo no Senjō, Arui wa Sekai ga Hajimaru Seisen como Nene Alkastone

2021
- Sentōin, Hakenshimasu! como Lilith
- Hige wo Soru. Soshite Joshi Kōsei wo Hirou. como Yuzuha Mishima
- Black Clover como Lichita
- Ancient Girl's Frame como Judith Pearl
- Magia Record Season 2 como Rena Minami
- El vampiro vive muriendo como Ta-chan

2023
- Oniichan wa Oshimai! como Mihari Oyama

2024
- Oroka na Tenshi wa Akuma to Odoru como Lilia Amane
- Koi wa Futago de Warikirenai como Shiena Amamiya

### OVA
2013
- Code Geass: Akito the Exiled como Alice Shaing

2015
- Senran Kagura Estival Versus OVA como Yozakura

2016
- Strike the Blood II como Avrora Florestina

2018
- Strike the Blood III como Avrora Florestina

2020
- Strike the Blood IV como Avrora Florestina

### Videojuegos
2011
- Hyperdimension Neptunia Mk2, Ram

2012
- Mugen Souls, Galés,
- Hyperdimension Neptunia Victory, Ram

- Disgaea D2: A Brighter Darkness, Sicilia
- Exstetra, Shiho
- Fairy Fencer F, Tiara
- Mugen Souls Z, Galés,
- Hyperdimension Neptunia Re;Birth1, Ram
- Senran Kagura Shinovi Versus, Yozakura
- Sorcery Saga: la Maldición de la Gran Curry Dios, Punī
- Hyperdimension Neptunia: La Producción De La Perfección, Ram
- Ys: Memories of Celceta, Carna

- Hyperdevotion Noire: Goddess Black Heart, Tiara[13]
- Hyperdimension Neptunia Re;Birth2: Hermanas De La Generación, Ram
- Dekamori Senran Kagura, Yozakura
- Super Heroína Crónica, Reki

2015
- Senran Kagura: Estival Versus – Yozakura
- Shironeko Proyecto, Shizuku Enju

2016
- Granblue Fantasía, Julieta

2017
- Digimon Story: Cyber Sleuth – Hacker de la Memoria - Wormmon[14]/Sistermon Noir[15] (En la versión Norteamericana, Sistermon Noir es censurado en Sistermon Ciel debido a Noir ser Monja)
- Magia Record, Rena Minami

### Películas
2010
- Planzet como Koyomi Akejima

2016
- Pop en Q como Ruchia

2017
- Digimon Adventure tri. como Bakumon